# 凯斯费尔德
凯斯费尔德是德国莱茵兰-普法尔茨州的一个市镇。总面积4.48平方公里，总人口79人，其中男性48人，女性31人（2011年12月31日），人口密度18人/平方公里。